# Рассохи (Ленинградская область)
Рассохи — деревня в Скребловском сельском поселении Лужского района Ленинградской области.

## История
Село Розсохи Передольского погоста и в нём каменная церковь во имя святого Николая Чудотворца упоминается в писцовых книгах 1582 года.
Как деревня Рассохи оно обозначено на карте Санкт-Петербургской губернии Ф. Ф. Шуберта 1834 года.

РОССОХИ — деревня, принадлежит: генерал-адъютанту Сукину, число жителей по ревизии: 19 м. п., 21 ж. п.

титулярной советнице Головиной, число жителей по ревизии: 8 м. п., 9 ж. п.

чиновнице 5-го класса Киселёвой, число жителей по ревизии: 18 м. п., 20 ж. п.

При ней питейный дом (1838 год)

Деревня Россохи отмечена на карте профессора С. С. Куторги 1852 года.

РАЗСОХИ — деревня господ Зимина, Мизюкиной и Маврина, по просёлочной дороге, число дворов — 8, число душ — 25 м. п. (1856 год)

РАЗСОХИ — деревня и мыза владельческие при ключе, число дворов — 10, число жителей: 34 м. п., 34 ж. п. (1862 год)

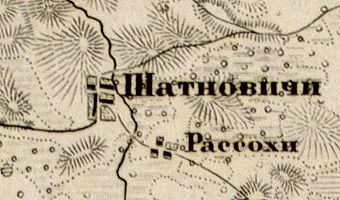
Деревня Рассохи на карте 1863 года

В 1884—1885 году временнообязанные крестьяне деревни выкупили свои земельные наделы у Ю. В. Целепи и стали собственниками земли.
Согласно материалам по статистике народного хозяйства Лужского уезда 1891 года, имение при селении Разсохи площадью 58 десятин принадлежало местному крестьянину Д. Иванову, имение было приобретено в 1876 году.
В XIX веке деревня административно относилась ко 2-му стану Лужского уезда Санкт-Петербургской губернии, в начале XX века — к Югостицкой волости 5-го земского участка 4-го стана.
По данным «Памятной книжки Санкт-Петербургской губернии» за 1905 год деревня Рассохи входила входила в Шептовское сельское общество.
По данным 1933 года деревня Рассохи входила в состав Великосельского сельсовета Лужского района.
По данным 1966 года деревня Рассохи входила в состав Бутковского сельсовета.
По данным 1973 и 1990 годов деревня Рассохи входила в состав Скребловского сельсовета.
В 1997 году в деревне Рассохи Скребловской волости проживали 18 человек, в 2002 году — 9 человек (все русские).
В 2007 году в деревне Рассохи Скребловского СП проживали 6 человек.

## География
Деревня расположена в южной части района на автодороге 41К-144 (Киевское шоссе — Невежицы).
Расстояние до административного центра поселения — 18 км.
Расстояние до ближайшей железнодорожной станции Луга I — 35 км.
Деревня находится на правом берегу реки Кукса.

## Демография
| 1838 | 1862 | 1997 | 2007 | 2010 | 2017 |
| ---- | ---- | ---- | ---- | ---- | ---- |
| 95   | ↘68  | ↘18  | ↘6   | →6   | ↗7   |

## Улицы
Центральная.